# Sitticus sylvestris
Sitticus sylvestris är en spindelart som först beskrevs av James Henry Emerton 1891.  Sitticus sylvestris ingår i släktet Sitticus och familjen hoppspindlar. Inga underarter finns listade i Catalogue of Life.